# Vollenborn
Vollenborn is een plaats en voormalige gemeente in de Duitse deelstaat Thüringen

## Geografie
Het dorp Vollenborn ligt in de Landkreis Eichsfeld in het noordwesten van Thüringen. In de nabijheid van het dorp ligt het hoogste punt van de bergrug Dün.

## Geschiedenis
De plaats werd in 1126 voor het eerst in een akte genoemd als Fulenborn. Op 31 december 2013 werd de tot dan toe zelfstandige gemeente Vollenborn opgeheven en ging het dorp op in de gemeente Deuna, die op 1 januari 2019 opging in de gemeente Niederorschel.
Deuna · Gerterode · Hausen · Kleinbartloff · Niederorschel · Oberorschel · Reifenstein · Rüdigershagen · Vollenborn